# Lurene Tuttle
Lurene Tuttle (Pleasant Lake, 20 agosto 1907 – Encino, 28 maggio 1986) è stata un'attrice statunitense.
Caratterista sul grande schermo, tra i suoi film più famosi va menzionato il thriller Psyco (1960), diretto da Alfred Hitchcock, in cui apparve nel ruolo di Eliza Chambers, moglie dello sceriffo.
Morì di cancro nel 1986, all'età di 78 anni.

## Filmografia parziale

### Cinema
- Il trionfo della vita (Stand Up and Cheer!), regia di Hamilton MacFadden (1934)
- Solo il cielo lo sa (Heaven Only Knows), regia di Albert S. Rogell (1947)
- La casa dei nostri sogni (Mr. Blandings Builds His Dream House), regia di H.C. Potter (1948)
- La lunga attesa (Homecoming), regia di Mervyn LeRoy (1948)
- Macbeth, regia di Orson Welles (1948)
- Gli uomini perdonano (Tomorrow Is Another Day), regia di Felix E. Feist (1951)
- Il lago in pericolo (The Whip Hand), regia di William Cameron Menzies (1951)
- C'è posto per tutti (Room for One More), regia di Norman Taurog (1952)
- La tua bocca brucia (Don't Bother to Knock), regia di Roy Ward Baker (1952)
- Niagara, regia di Henry Hathaway (1953)
- Tre ragazze di Broadway (Give a Girl a Break), regia di Stanley Donen (1953)
- La scarpetta di vetro (The Glass Slipper), regia di Charles Walters (1955)
- Sogno d'amore (Sincerely Yours), regia di Gordon Douglas (1955)
- La famiglia assassina di Mà Barker (Ma Barker's Killer Brood), regia di Bill Karn (1960)
- Psyco (Psycho), regia di Alfred Hitchcock (1960)
- Mia moglie ci prova (Critic's Choice), regia di Don Weis (1963)
- Sfida sotto il sole (Nightmare in the Sun), regia di John Derek e Marc Lawrence (1965)
- Non per soldi... ma per denaro (The Fortune Cookie), regia di Billy Wilder (1966)
- Il cavallo in doppio petto (The Horse in the Gray Flannel Suit), regia di Norman Tokar (1968)
- Un duro per la legge (Walking Tall), regia di Phil Karlson (1973)
- The Clonus Horror, regia di Robert S. Fiveson (1979)
- Human Experiments, regia di Gregory Goodell (1980)
- Testament, regia di Lynne Littman (1983)

### Televisione
- General Electric Theater – serie TV, episodi 2x02-7x01 (1953-1958)
- Life with Father – serie TV, 8 episodi (1953-1955)
- Frida (My Friend Flicka) – serie TV, episodio 1x18 (1956)
- Crusader – serie TV, episodi 1x13-1x25 (1956)
- The 20th Century-Fox Hour – serie TV, episodio 2x12 (1957)
- The Gray Ghost – serie TV, episodio 1x02 (1957)
- The Restless Gun – serie TV, episodio 1x08 (1957)
- Have Gun - Will Travel – serie TV, episodio 1x32 (1958)
- The Texan – serie TV, episodio 1x07 (1958)
- L'uomo ombra (The Thin Man) – serie TV, episodio 2x03 (1958)
- Ricercato vivo o morto (Wanted: Dead or Alive) – serie TV, episodio 1x06 (1958)
- June Allyson Show (The DuPont Show with June Allyson) – serie TV, episodio 1x12 (1959)
- Goodyear Theatre – serie TV, episodi 2x15-3x14 (1959-1960)
- Bourbon Street Beat – serie TV, episodio 1x23 (1960)
- Michael Shayne – serie TV episodio 1x03 (1960)
- Pete and Gladys – serie TV, episodi 1x31-1x33 (1961)
- Avventure in paradiso (Adventures in Paradise) – serie TV, episodio 2x15 (1961)
- The Americans – serie TV, episodio 1x15 (1961)
- Il padre della sposa (Father of the Bride) – serie TV, 32 episodi (1961-1962)
- The Wide Country – serie TV, episodio 1x12 (1962)
- Mr. Novak – serie TV, episodio 1x06 (1963)
- Ripcord – serie TV, episodio 2x15 (1963)
- La legge di Burke (Burke's Law) – serie TV, episodio 1x21 (1964)
- My Living Doll – serie TV, episodio 1x09 (1964)
- Iron Horse – serie TV, episodio 1x30 (1967)
- Io e i miei tre figli (My Three Sons) – serie TV, episodio 9x02 (1968)
- La casa nella prateria (Little House on the Prairie) – serie TV, episodi 2x11- 2x22  (1975-1976)
- Charlie's Angels – serie TV, episodio 2x24 (1978)
- It Came Upon the Midnight Clear, regia di Peter H. Hunt – film TV (1984)
- La signora in giallo (Murder, She Wrote) – serie TV, episodio 2x03 (1985)

## Doppiatrici italiane
- Franca Dominici in Niagara, Piombo rovente, Psyco, Il cavallo in doppiopetto, Charlie's Angels
- Clelia Bernacchi in La casa dei nostri sogni, La tua bocca brucia
- Micaela Giustiniani in C'è posto per tutti, La signora in giallo
- Rina Morelli in La scarpetta di vetro
- Lydia Simoneschi in Non per soldi... ma per denaro
- Wanda Tettoni in Un duro per la legge
- Alina Moradei in La casa nella prateria
- Laura Carli in Hazzard